# كيريل أورلوف
كيريل أورلوف (بالروسية: Орлов, Кирилл Евгеньевич)‏ هو لاعب كرة قدم روسي في مركز الدفاع، ولد في 18 يناير 1983 في موسكو في روسيا. لعب مع إف سي موسكو وسيبير نوفوسيبيريسك ونادي روستوف.